# Colher demitasse

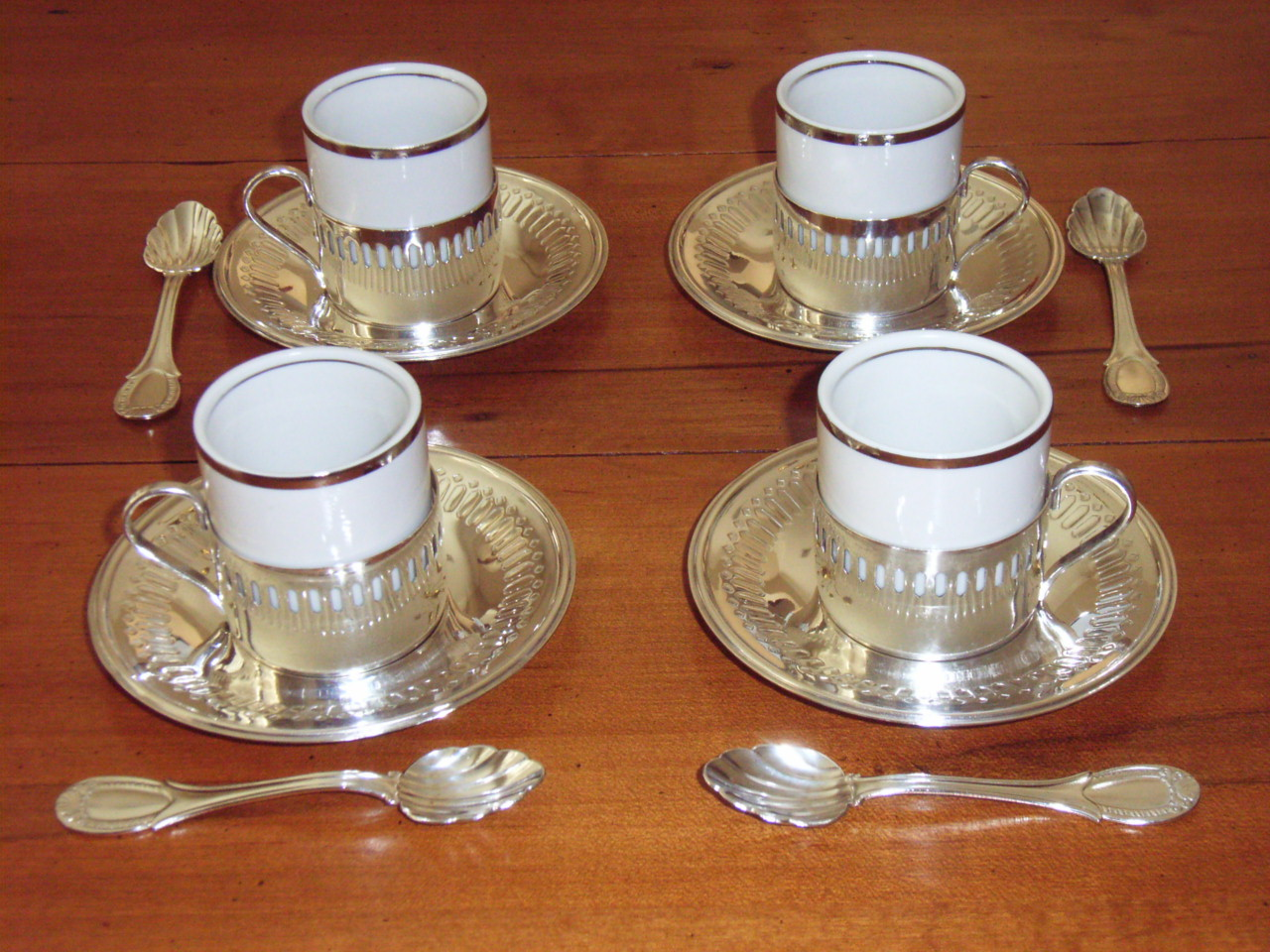
Colheres demitasse em conjunto com xícaras demitasse

Uma colher demitasse é uma colher pequena, menor do que uma colher de chá.
É tradicionalmente utilizada para cafés servidos em xícaras especiais e para dar colheradas na espuma do cappuccino.
Ela também é usada como colher de bebê, e em alguns procedimentos cirúrgicos.